# شیر و خط

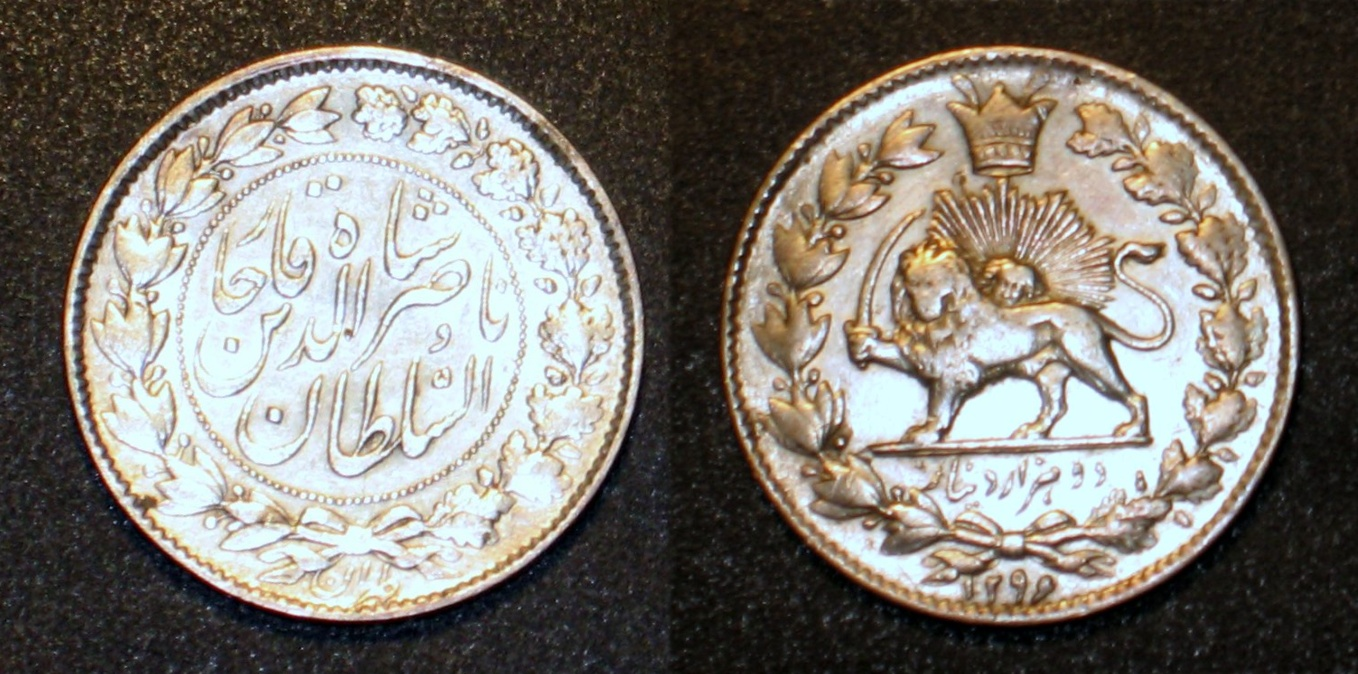
سکه دوره قاجار که علامت شیر در بالای یکای سکه دیده می‌شود

شیر و خط به دو سمت سکه گفته می‌شود که بیشتر در شیر یا خط کاربرد دارد. معمولاً یک سمت سکه یکای پول وجود دارد که خط نامیده می‌شود و سمت دوم اسکچ، نشان یا طرح گرافیکی وجود دارد که در اصطلاح شیر نامیده می‌شود. 

## خاستگاه نام‌گذاری
در ایران به ویژه در دوران قاجار و پهلوی از نشان شیر و خورشید در بالای سمتی که یکای پول را نمایش می داد، استفاده می‌شد در نتیجه این سمت را شیر نامیدند و معمولاً سمت دوم متن یا تصویری بود که به خط مشهور شده‌است.